# Tinaco (gemeente)
Tinaco is een gemeente in de Venezolaanse staat Cojedes. De gemeente telt 35.000 inwoners. De hoofdplaats is Tinaco in het noorden van de gemeente. 